# Fiskarstrand
Fiskarstrand (eller Fiskarstranda) är en mindre ort i Sula kommun på Sunnmøre. Fiskarstrand ligger på nordsidan av ön vid Humlesundet, längs fylkesväg 657, omkring fem kilometer öster om kommunens centralort Langevåg och 2,5 kilometer väster om Mauseidvåg. Det har funnits odlad jord och bosättning där sedan 1630-talet, medan namnet Fiskarstrand först är bekant från 1701. I trakten har påträffats  vikingagravar.
Orten har sitt eget idrottslag, Fiskerstrand IL, med verksamheter som fotboll och handboll. Det finns också grundskolan Fiskarstrand skule, dagligvarubutik, Kiwi Fiskarstrand samt frikyrkolokaler. 
De största företaget är Fiskerstrand Verft, som grundades 1909. På orten finns också fiskförädlingsföretagen Brødrene Remø Goldfish AS, Severin Tranvåg AS (grundat 1914), Olav E. Fiskerstrand och J&J Dybvik AS.